# نظریه ادبیات
نظریهٔ ادبیات (به انگلیسی: Theory of Literature) کتابی از رنه ولک و آوستن وارن است.

## به فارسی
این کتاب با ترجمهٔ ضیاء موحد و پرویز مهاجر در سال ۱۳۷۳ منتشر و در مراسم کتاب سال جمهوری اسلامی ایران به‌عنوان کتاب برگزیده معرفی شد.